# Fédération de Tanzanie de football
 (mars 2023).
Si vous disposez d'ouvrages ou d'articles de référence ou si vous connaissez des sites web de qualité traitant du thème abordé ici, merci de compléter l'article en donnant les références utiles à sa vérifiabilité et en les liant à la section « Notes et références ».
La Fédération de Tanzanie de football (The Football Association of Tanzania (en) FAT) est une association regroupant les clubs de football de Tanzanie et organisant les compétitions nationales et les matchs internationaux de la sélection de Tanzanie.
La fédération nationale de Tanzanie a été fondée en 1930. Elle est affiliée à la FIFA depuis 1964 et est membre de la CAF.